# Bernhard Britting
Bernhard Britting   (Berlín, 22 d'octubre de 1940) és un remer alemany, ja retirat, que va competir durant la dècada de 1960.
El 1964 va prendre part en els Jocs Olímpics d'Estiu als Jocs de Tòquio, on guanyà la medalla d'or en la prova del quatre amb timoner del programa de rem. Formà equip amb Peter Neusel, Joachim Werner, Egbert Hirschfelder i Juergen Oelke.
En el seu palmarès també destaca una medalla d'or al Campionat del Món de rem de 1962, una d'or i dues de plata al Campionat d'Europa de rem, entre el 1961 i el 1964, i quatre campionats nacionals.